# حصار عنتاب
حصار عنتاب (بالفرنسية: Les Quatres Sièges d'Aïntab)‏ أو حصار أنتيب (بالتركية: Antep Kuşatması)‏ كان اشتباكًا عسكريًا بين قوات الحركة التركية الوطنية والجيش الفرنسي في المشرق الذي احتل مدينة عنتاب (غازي عنتاب الحالية) خلال حرب الاستقلال التركية (على وجه التحديد الجبهة الجنوبية، المعروفة باسم الحرب التركية الفرنسية).
بدأ القتال في أبريل 1920، عندما فتحت القوات الفرنسية النار على المدينة. استمر القتال حتى فبراير 1921.
بحسب أوميت كورت، المولود في غازي عنتاب الحديثة والأكاديمي في مركز هارفارد لدراسات الشرق الأوسط،
«يبدو أن معركة عنتاب الشهيرة ضد الفرنسيين ... كانت نضالًا منظمًا لمجموعة من مستغلي الإبادة الجماعية الذين يسعون إلى التمسك بنهبهم بقدر ما كانت معركة ضد قوة محتلة. سعت المقاومة إلى أن تجعل من المستحيل على الأرمن العائدين البقاء في مدنهم الأصلية، وترويعهم [مرة أخرى] لإجبارهم على الفرار. باختصار، لم يقتصر الأمر على قيام ... أصحاب الأراضي، والصناعيين، والنخب البيروقراطية المدنية والعسكرية المحلية، بقيادة حركة المقاومة، بل مولوها أيضًا من أجل تطهير عينتاب من الأرمن».

## الجدول الزمني

### 1920
- 1-16 أبريل: الحصار التركي الأول
- 30 أبريل - 23 مايو: الحصار التركي الثاني
- 30 مايو - 18 يونيو: هدنة 1920
- 29 يوليو - 10 أغسطس: الحصار التركي الثالث
- 11 أغسطس: بداية الحصار الفرنسي
- 21 نوفمبر - 18 ديسمبر: مشاركة عمود جوبو

### 1921
- 7 فبراير: آخر محاولة للخروج
- 8 فبراير: إرسال بعثة برلمانية إلى المدينة - وقف إطلاق النار
- 9 فبراير: الاستسلام